# Jacobs stege (TV-program)
För andra betydelser av Jacobs stege, se Jakobs stege
Jacobs stege var ett svenskt underhållningsprogram som hade premiär den 12 oktober 1985 och sändes fram till 17 december 1988. Programledare var Jacob Dahlin.
I varje program medverkade förutom Jacob Dahlin även Täppas Fogelberg, Ana Martinez och Susanne Ljung.

## Första säsongen
- 12 oktober 1985 - Lill-Babs, Diana Ross
- 19 oktober 1985 - Alla Pugatjova, Evabritt Strandberg
- 26 oktober 1985 - Annika Hagström, Barbie
- 2 november 1985 - Matia Bazar, Amelia Adamo
- 9 november 1985 - Benny Andersson, Lasse Wellander, Karin Glenmark, Anders Glenmark
- 16 november 1985 - Little Steven, Imperiet
- 23 november 1985 - Tommy Körberg
- 30 november 1985 - Sylvia Lindenstrand, Anne-Lie Rydé
- 7 december 1985 - Jeanne Mas
- 14 december 1985 - Magnus Uggla, italienska popsångerskan Alice
- 21 december 1985 - Christer Lindarw, Loa Falkman
- 28 december 1985 - Det bästa ur säsongen

## Andra säsongen
- 1 november 1986 - Janet Jackson med dansare, brittiska Duran Duran, Matz Skoog
- 8 november 1986 - Magnus Uggla, After Dark, Sound of Music
- 15 november 1986 - Carl Lewis i studion, Don Johnson intervjuas i Miami
- 22 november 1986 - Huey Lewis & The News, prins Bertil intervjuas
- 29 november 1986 - Tina Turner i studion
- 6 december 1986 - Italienaren Eros Ramazzotti, Anna Book
- 13 december 1986 - Prinsessan Stéphanie av Monaco, Jennifer Holliday
- 20 december 1986 - Italienska sångerskan Alice, Stefan "Lill-Lövis" Johansson, Womack & Womack
- 27 december 1986 - Det bästa från säsongen

## Tredje säsongen
- 3 oktober 1987 - Evabritt Strandberg, Dan Ekborg, Lars-Erik Berenett
- 10 oktober 1987 - Bobbysocks, Matia Bazar
- 17 oktober 1987 - Marie Fredriksson, Boy George
- 24 oktober 1987 - Donna Summer, Cher
- 31 oktober 1987 - After Dark, Jan Malmsjö
- 7 november 1987 - Umberto Tozzi och Raf sjunger Gente di mare, Donny Osmond. Intervju med Annie Lennox, reportage om Moskvas tunnelbana
- 14 november 1987 - Brigitte Nielsen, Benny Andersson, Karin Glenmark sjunger ihop med Tommy Körberg; Sveriges sexigaste: Lena Philipsson och Sven Wollter
- 21 november 1987 - Agnetha Fältskog och hennes låtskrivare Bruce Gaitsch, Terence Trent d'Arby, Magnus Uggla, Vikingarna, ryska ballerinan Maja Plisetskaja
- 25 december 1987 - Julspecial med repriser och bortklippt från säsongens avsnitt
- 5 januari 1988 - Nyårsspecial med det bästa ur den gångna säsongen
- 21 maj 1988 - Lestnitsa Jakoba: svensk-sovjetisk special inspelad i Moskva med Jacob Dahlin och Jurij Nikolajev som programledare. Gäster: Rod Stewart, Tommy Körberg, Lena Philipsson, Orup, Alla Pugatjova, Europe, Agnetha Fältskog, Igor Nikolajev, hårdrocksgruppen Kruiz, tyska Ute Lemper

## Fjärde säsongen
- 15 oktober 1988 - Julio Iglesias, John Farnham, Europe, Susanne Ljung intervjuar Don Johnson från TV-serien Miami Vice
- 22 oktober 1988 - Roxette, italienske sångaren Franco Battiato
- 29 oktober 1988 - Johnny Clegg och bandet Savuka från Sydafrika, engelska syskonen i gruppen Five Star, Anders Glenmark, direktör Tomas Fischer
- 5 november 1988 - Loredana Bertè, Ofra Haza, Gloria Estefan and Miami Sound Machine. Intervju med författaren Kristina Lugn
- 12 november 1988 - Italienska sångerskan Sabrina, pianisten Helge Antoni, Anne-Lie Rydé, gitarristen Jonathan Butler
- 19 november 1988 - Repris av Lestnitsa Jakoba från den 21 maj 1988
- 26 november 1988 - Mica Paris, Lili & Susie, amerikanska artisten Robbie Nevil
- 3 december 1988 - Demis Roussos, sopranen Montserrat Caballé, Sanne Salomonsen. Täppas Fogelberg intervjuar Kjell-Olof Feldt. Reportage om Vladimir Vysotskij
- 10 december 1988 - Amerikanska Pia Zadora, brittiska Yazz, popgruppen Trance Dance. Reportage om Michael Jacksons Moonwalker
- 17 december 1988 - Soulartisten Alexander O'Neal, ryssen Igor Nikolajev, Lena Philipsson. Reportage om Britt Ekland och José Carreras. Täppas Fogelberg träffar Harry Schein.